# 地球過後
是一部2013年的美國科幻片，由威爾·史密斯父子主演，哥倫比亞電影公司發行。

## 劇情
因千年前的巨變，人類被迫離開地球遷往諾瓦星定居。
而一千年後，由Cypher Raige將軍 指揮的維和組織Ranger Corps與想征服諾瓦星的外星生物S'krell 發生衝突。後者的秘密武器是一種大型掠奪性生物，名為Ursas，他們通過「感知恐懼」來捕殺敵人。Ranger Corps的遊騎兵一直與Ursas鬥爭，直到Cypher將軍學會如何完全壓制對Ursas的恐懼，這項技術稱為「重影」，Cypher將軍向其他遊騎兵傳授這項技術，于是維和組織Ranger Crops取得了勝利。
與此同時，Cypher將軍的兒子Kitai Raige因為姊姊Senshi 死於Ursas之手而自責。Kitai想要受訓成為像父親一樣的遊騎兵，但由於魯莽而失敗，令 Cypher將軍感到很失望。Kitai的母親 Faia 說服 Cypher 在退休前的最後一次航行中和 Kitai 修補父子關係。
然而，在飛行期間，他們的太空船被小行星流星雨襲擊，他們墜機于正被隔離的地球上。Cypher 的兩條腿都受了傷，發射求助訊號的主訊號器也壞了。Cypher 指示 Kitai 先找到進入大氣層時斷裂的船尾，裡面有備用訊號器，可以用來發送求救訊號。
Cypher將軍給了 Kitai 自己的武器：一個手腕通訊器和六個液體膠囊，液體膠囊可以增加氧氣的攝入量，确保 Kitai 在地球的低氧空氣中呼吸顺畅。Cypher 警告他要避免高度進化的動植物群，並注意劇烈的氣溫變化。Kitai 離開並尋找太空船船尾，Cypher 引導他穿過叢林，然而，Kitai 受到巨型猴子的襲擊，在逃跑时又被一隻毒水蛭咬傷。 Kitai 想用解毒劑，但兩個膠囊壞了，他因神經系統麻痺而昏迷。Kitai醒來後，勉強逃離了危險。
Kitai 在 Cypher 身邊，沒有告知他膠囊壞了。那天晚上，Cypher 告訴兒子自己曾遭到 Ursa 襲擊的經歷，Kitai 意識到，恐懼只不過是內心對未知事物產生的幻覺。無論是恐懼還是Ursas，都決定了Kitai的命運。

## 演員
- 威爾·史密斯 飾演 瑞奇（Cypher Raige）
- 贾登·史密斯 飾演 基泰（Kitai Raige）
- 克里斯多佛·希夫哲 飾演 Security Chief
- Gabriel Caste 飾演 Ranger
- Zoe Kravitz 飾演 Senshi Raige
- Sophie Okonedo 飾演 Faia Raige
- David Denman 飾演 McQuarrie
- Lincoln Lewis 飾演 Bo

## 製作
本片是用最先進的SONY F65數位電影攝影機4K拍攝，2013年湯姆·克魯斯所主演的電影《遺落戰境》也是使用SONY F65 4K數位電影攝影機拍攝。

## 評價
本片在美国上映后得到大多数差评，在烂番茄上只有的11%好评度。
頭條影評的思慧表示：「全片沒有高潮位已屬難得，更離奇就是你完全可以猜到故事的發展。」
亦有批評認為該片部份情節與山达基教的教義不謀而合，懷疑是軟性宣教的作品。

## 獎項
2013年第34届金酸莓獎最差男主角（贾登·史密斯）、最差男配角（威爾·史密斯）、最差螢幕組合（贾登·史密斯和威爾·史密斯）三项大奖，以及最差影片、最差导演和最差剧本三项提名。

## 票房
中国首周三天收获8500万人民币名列第一位；次周收1亿蝉联冠军。截至8月4日，影片累计票房已达到2.1亿。
| 上一届： 《狂野時速6》    | 2013年香港一週票房冠軍 第22周                          | 下一届： 《驚天魔盜團》 |
| 上一届： 《小时代》       | 2013年中国内地一周票房冠军 第28-29周（7月8日—7月21日） | 下一届： 《玩命關頭6》  |
| 上一届： 《不起的盖茨比》 | 2013年日本週末票房冠軍 第25周                          | 下一届： 《真夏方程式》 |

## 外部連結
- 官方網址（页面存档备份，存于）
- 互联网电影数据库（IMDb）上《地球過後》的资料（英文）